# 참칭
참칭(僭称)은 분수에 넘치게 스스로 임금 등의 칭호를 사용하는 행위이다. 신분제 사회에서는 신분이 낮은 사람이 군사를 일으킨 후 스스로를 왕, 황제로 지칭하는 경우가 많았다.

## 같이 보기
- 참주